# سنیا سولو
سنیا سولو (انگلیسی: Ksenia Solo؛ زادهٔ ۸ اکتبر ۱۹۸۷) یک هنرپیشه اهل کانادا است.
از فیلم‌ها یا برنامه‌های تلویزیونی که وی در آن نقش داشته است می‌توان به قوی سیاه اشاره کرد.